# Missa brevis

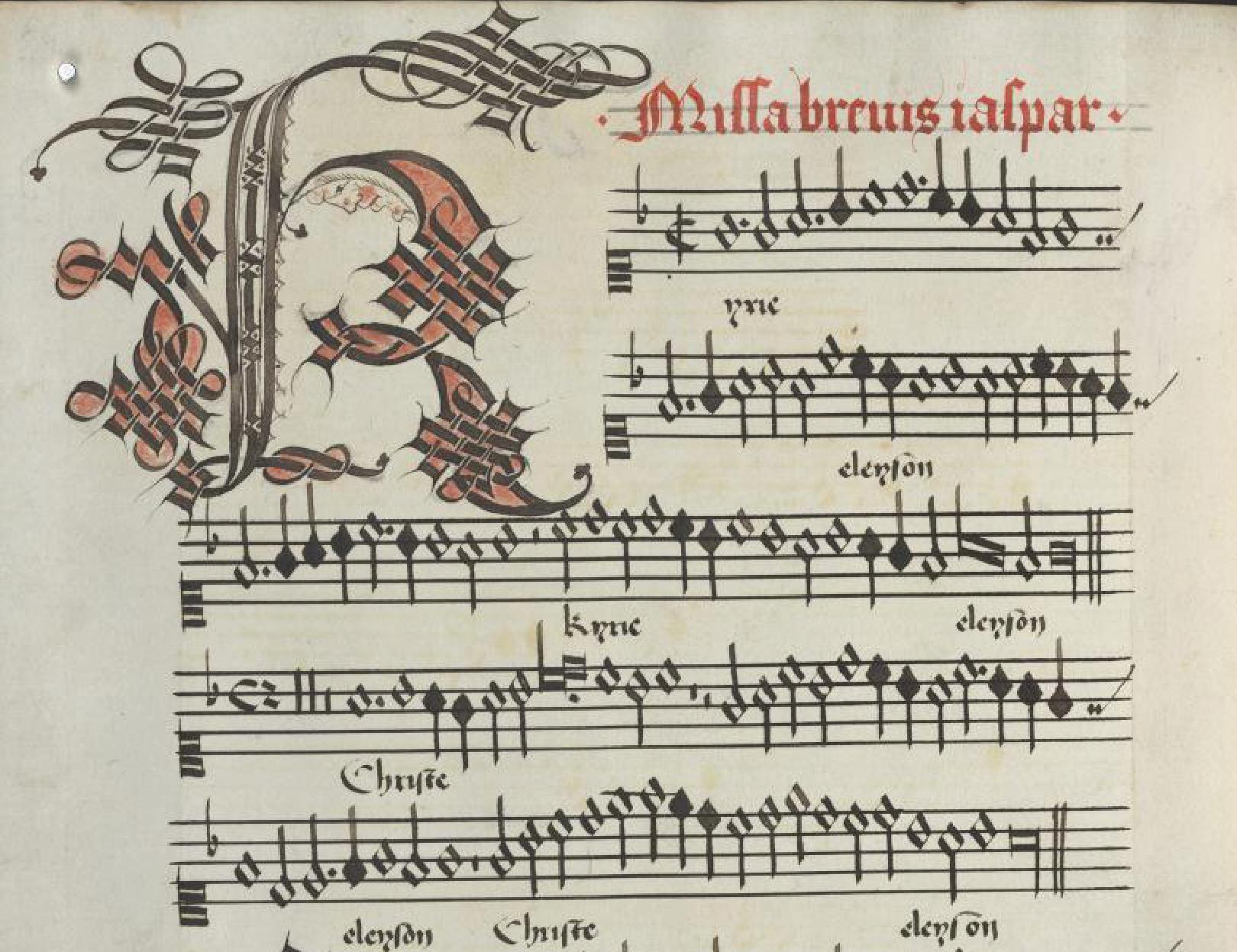
Battute iniziali della missa brevis di Gaspar van Weerbeke in Choirbook, D-Ju MS 21

Il termine Missa brevis (plurale: Missae breves) è il termine latino per "messa breve". Il termine si riferisce normalmente ad una messa costituita soltanto da una parte del testo dell'ordinario della messa che di solito è impostato per la musica in una messa completa (missa tota), o perché il suo tempo di esecuzione è relativamente breve.

## Messa completa con un tempo di esecuzione relativamente breve
L'approccio conciso si trova nelle ambientazioni per lo più sillabiche del  XVI secolo, e nell'usanza del "telescoping" (o del canto simultaneo di diverse  voci) nelle messe del  XVIII secolo. Dopo il periodo in cui tutta la musica da chiesa veniva eseguita a cappella, un breve periodo di esecuzione implicava generalmente anche modeste forze per l'esecuzione, a parte le messe nel genere "brevis et  solemnis". 

### Polifonia
- Orlando di Lasso: in latino: Missa venatorum (Messa dei cacciatori)
- Giovanni Pierluigi da Palestrina: Missa Brevis[1]
- Andrea Gabrieli: Missa brevis quatuor vocum
- Gaspar van Weerbeke: Missa brevis

### XVIII secolo
Per compositori del periodo classico come Mozart il significato di missa brevis e di "breve durata" – in opposizione a "missa longa" (messa lunga), un termine che Leopold Mozart usò per la messa K. 262 di suo figlio – rendendo le parole complete della liturgia. Poiché le parole erano ben note, alcuni compositori avevano parti vocali diverse che recitavano simultaneamente sezioni diverse di testi lunghi. Ciò è particolarmente caratteristico delle messe austriache nel Gloria e nel Credo.
- Johann Georg Albrechtsberger: Mass in D major (A.I.11, 1783), Missa Sancti Augustini (A.I.17, 1784)[3]
- Carl Heinrich Biber: Missa brevis sanctorum septem dolorum B.V.M. (1731)
- František Xaver Brixi: Missa aulica (Missa brevis in do)
- Franz Joseph Haydn: Missa brevis in fa maggiore (1749) e Missa brevis Sancti Joannis de Deo (Messa per piccolo organo) (1775), tra le altre
- Michael Haydn: realizzò alternativamente composizioni "brevis" per il Gloria e il Credo in Missa Sancti Gabrielis, MH 17
- Leopold Mozart, compose alcune Missae Breves successivamente attribuite a suo figlio Wolfgang Amadeus
- Wolfgang Amadeus Mozart – Brevis: K. 49, K. 65, K. 140, K. 192, K. 194, K. 275; Brevis et solemnis: K. 220, K. 257, K. 258, K. 259; alternativamente indicata come brevis o longa: K. 317

### XIX secolo
- Alexandre Guilmant: Messe brève, Op.9 (1856)
- Johann Gustav Eduard Stehle: Kurze und leichte Messe, Op.50 (Messa breve e facile in onore della Beata Vergine Maria, 1883)

## Messa Kyrie–Gloria

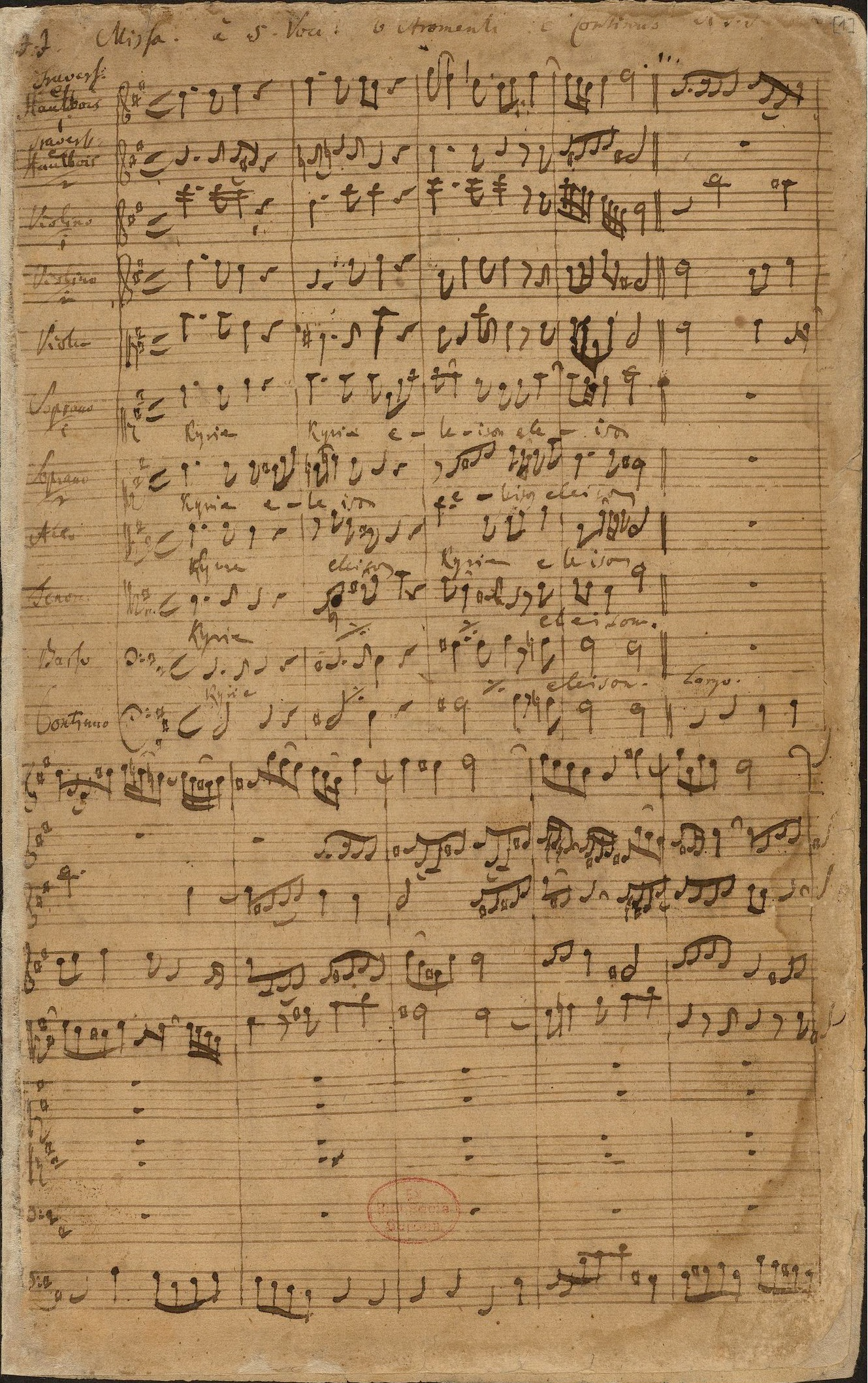
Inizio del Kyrie della Messa in Si minore di Johann Sebastian Bach, in origine composto come pezzo iniziale della Kyrie–Gloria Mass in B minor dedicata ad Augusto III di Polonia, quando ascese al trono nel 1733. L'originaria Messa Kyrie–Gloria venne composta in dodici movimenti per SSATB, solisti, coro e grande orchestra barocca. Fu probabilmente per la sua lunga durata che la partitura fu archiviata nella Biblioteca Reale all'arrivo a Dresda, invece di essere aggiunta al repertorio della Hofkirche cattolica.

Messe parziali sono presenti sia nella tradizione cattolica romana che in quella luterana, dove molte opere sono composte da Kyrie e Gloria. Queste messe vennero chiamate Missae breves perché avevano un testo più breve, il contrario di  Missae totae (messa completa).

### Periodo barocco
La liturgia protestante non aveva un insieme obbligatorio di sezioni dell'ordinario della messa da includere in una composizione di messa. Pertanto, oltre alle impostazioni di tutte e cinque le sezioni (ad esempio Hieronymus Praetorius, Christoph Demantius), ci sono molte Kurzmessen (messe brevi) che includono soltanto Kyrie, Gloria e Sanctus (ad esempio Stephan Otto e Andreas Hammerschmidt). Dall'inizio del XVII secolo, molte Kurzmessen erano costituite solo da sezioni Kyrie e Gloria, ad esempio quelle di Bartholomäus Gesius (otto messe su dieci inclusa la sua "Missae ad imitationem cantionum Orlandi" del 1611).
Nella seconda metà del XVII secolo la "Kurzmesse" Kyrie–Gloria era il tipo prevalente nel luteranesimo, con compositori come Sebastian Knüpfer, Christoph Bernhard, Johann Theile, Friedrich Wilhelm Zachow e Johann Philipp Krieger. Gottfried Vopelius incluse una messa Kyrie–Gloria in canto gregoriano nel suo Neu Leipziger Gesangbuch (1682), introducendo il Gloria con "... ciò che la vecchia chiesa ha fatto per lodare la Santissima Trinità.".
Anche nella prima metà del XVIII secolo le messe Kyrie–Gloria erano presenti indifferentemente sia nella tradizione cattolica che in quella luterana, ad esempio con Johann Sebastian Bach, che trasformò in una messa Kyrie-Gloria la messa "tota" a cappella di Palestrina destinata ad una funzione della chiesa luterana, ma compose anche la Messa per la corte di Dresda destinata alla corte cattolica di Dresda.
- Dietrich Buxtehude: Missa brevis, BuxWV 114
- Johann Theile: Missa brevis
- Johann Kuhnau: Messa in fa maggiore (Mügeln Mass), l'unica composizione di messa esistente di questo compositore è una Kurzmesse.[5]
- Friedrich Wilhelm Zachow: Missa super Christ lag in Todesbanden
- Antonio Caldara: Missa Providentiae[8]
- Jan Dismas Zelenka compose e acquistò molte messe Kyrie–Gloria per la corte di Dresda, poi tutte trasformate in Missa tota o in Missa senza credo.[4] Per esempio, intorno al 1728 Zelenka espanse la messa di Caldara, Missa Providentiae, in una Missa tota, basando il Sanctus e l'Agnus Dei sulla composizione di Caldara aggiungendo un Credo di sua composizione[8]
- Johann Ludwig Bach: Missa super cantilena "Allein Gott in der Höh' sei Ehr", JLB 38 (1716), per un certo tempo attribuita a Johann Nicolaus Bach. La sezione Gloria di questa messa interseca il testo latino con tutte e quattro le stanze di "Allein Gott in der Höh sei Ehr" come cantus firmus. La prima misura di questa sezione fu modificata da Johann Sebastian Bach nella sua copia di Lipsia dell'opera (1729, BWV Anh. 166).[9][10][11][12][13][14]
- Giovanni Battista Pergolesi: Messa di Sant' Emidio Missa in fa maggiore, per cinque voci e orchestra (1732)
- Johann Sebastian Bach compose cinque messe Kyrie–Gloria: nel 1733 la Messa per la corte di Dresda (poi integrata nella Messa in Si minore), e nel 1738 compose quattro cosiddette Lutherische Messen,[15], BWV 233–236. Le messe Kyrie–Gloria di Bach copiate da altri compositori comprendono BWV Anh. 25 e 167.[16]
- Georg Philipp Telemann: diverse messe brevi, compresa Missa sopra 'Ach Gott im Himmel sieh darein', TWV 9:1, Missa sopra 'Durch Adams Fall ist ganz', TWV 9:4, Missa sopra 'Ein Kindelein so löbelich', TWV 9:5, Missa sopra 'Erbarm dich mein o Herre Gott', TWV 9:6, Missa sopra 'Es wird schier der letzte Tag herkommen', TWV 9:7 and Missa sopra 'Komm heiliger Geist', TWV 9:11
- Gottfried Heinrich Stölzel compose diverse messe costituite da soli Kyrie e Gloria, compresa Missa in C minor in tedesco e Missa Canonica.[17][18][19][20][21]